# 德仁樓
德仁樓／德仁唐樓（英語：Tak Yan House/Tak Yan Building）是一個分佈於香港新界荃灣的唐樓發展項目。由張慈記建築公司（已結業）興建，共分為十六期，現暫知尚存其中十五期，合共提供超過277個住宅單位。單以期數而言，德仁樓共十六期之多在香港樓宇歷史中非常罕有。

## 樓宇特色
德仁樓為一個唐樓項目，其中每一期項目只包括1幢樓宇，故十六期項目實際只建有16幢樓宇，不能與後來的大型屋苑，如美孚新邨、黃埔花園中每一期包括十多幢樓宇相比。德仁樓全數樓宇皆不設升降機設備，每期樓宇不多於6層，於當時荃灣新市鎮的發展密度而言十分普遍。各期德仁樓大廈入口門框大都以麻石或雲石鋪上，並統一刻上「德仁樓」書法字體以及漆上金色。
德仁樓十六期大廈群分佈於荃灣市中心不同地方，其中主要集中在4個區域，包括為：
- 鄰近福來邨的曹公坊（第一、三、九、十二期）
- 沙咀道近寶石大廈（第二、六、七期）
- 荃灣街市一帶（第四、五、八、十期）
- 荃灣廣場一帶（第十一、十五、十六期）

另外尚有位於路德圍的第十四期。至於第十三期位址則暫不可考。

## 樓宇設計
1950年代起，香港政府曾鼓勵發展商興建懸臂騎樓露台，旨在為街上的途人遮風擋雨，德仁樓各期住宅單位卻都只有懸臂式騎樓而不設露台 (底層單位的專用平台除外)。為增加單位窗戶向外街的面積，大廈的樓梯全部設於較後的位置，梯間則設有面向後巷的小窗。德仁樓全數單位於入伙前已安裝鐵製窗戶及木門，地下主入口則不設任何閘門。樓宇外貌方面，全部大廈的窗戶四邊均有凸出的混凝土裝飾線圍繞，窗戶之下則統一髹上綠色。

## 大廈簡介
德仁樓一如香港大部分唐樓建築，並沒有統一的保安及管理，依賴的只是各期居民自發組成的業主立案法團。故部分期數經歷大型翻新工程後樓宇外觀整潔，部分則仍十分殘破。以下為各大廈資料：
| 德仁樓各大廈資料   | 德仁樓各大廈資料                 | 德仁樓各大廈資料 | 德仁樓各大廈資料 | 德仁樓各大廈資料 | 德仁樓各大廈資料                 |      |
| ------------------ | -------------------------------- | ---------------- | ---------------- | ---------------- | -------------------------------- | ---- |
| 大廈名稱           | 大廈門牌                         | 大廈層數         | 每層伙數         | 入伙日期         | 管理公司                         |      |
| 德仁樓（第一期）   | 曹公坊1-7號                      | 5                | 4                | 1968年5月        | 荃灣曹公坊德仁樓一期業主立案法團 |      |
| 德仁唐樓（第二期） | 沙咀道333-335號                  | 5                | 3                | 1968年12月       | 德仁樓(第二期)業主立案法團       |      |
| 德仁樓（第三期）   | 曹公坊11-15號                    | 5                | 3                | 1969年4月        | 荃灣曹公坊11,13,15號業主立案法團 |      |
| 德仁樓（第四期）   | 荃灣街市街21-25號、 川龍街9-13號 | 5                | 4                | 1970年3月        | 德仁樓第四期業主立案法團         |      |
| 德仁樓（第五期）   | 眾安街43-45號                    | 4（3-6樓）       | 4                | 1970年12月       | 德仁樓五期業主立案法團           |      |
| 德仁唐樓（第六期） | 沙咀道325-331號                  | 6                | 4                | 1970年12月       | 德仁樓六期業主立案法團           |      |
| 德仁樓（第七期）   | 沙咀道337-339號                  | 5                | 4                | 1970年9月        | 德仁樓(第七期)業主立案法團       |      |
| 德仁樓（第八期）   | 荃灣街市街27-37號                | 6                | 5                | 1972年3月        | 德仁樓第八期業主立案法團         |      |
| 德仁樓（第九期）   | 曹公坊12號                       | 5                | 1                | 1971年7月        | 德仁樓第九期業主立案法團         |      |
| 德仁樓（第十期）   | 眾安街35號                       | 5                | 1                | 1972年5月        | 荃灣眾安街35號業主立案法團       |      |
| 德仁樓（第十一期） | 圓墩圍67-69號、 享和街61-63號    | 5                | 2                | 1972年5月        |                                  |      |
| 德仁樓（第十二期） | 海壩街20號                       | 5                | 1                | 1972年11月       |                                  |      |
| 德仁樓（第十三期） | 不詳                             | 不詳             | 不詳             | 不詳             | 不詳                             | 不詳 |
| 德仁樓（第十四期） | 路德圍14-18號                    | 5                | 3                | 1972年11月       | 德仁樓十四期業主立案法團         |      |
| 德仁樓（第十五期） | 大壩街19-27號、 享成街21號       | 5                | 5                | 1973年3月        | 德仁樓第十五期業主立案法團       |      |
| 德仁樓（第十六期） | 大壩街53-75號                    | 5                | 12               | 1973年5月        | 荃灣德仁樓16期業主立案法團       |      |

### 第一期

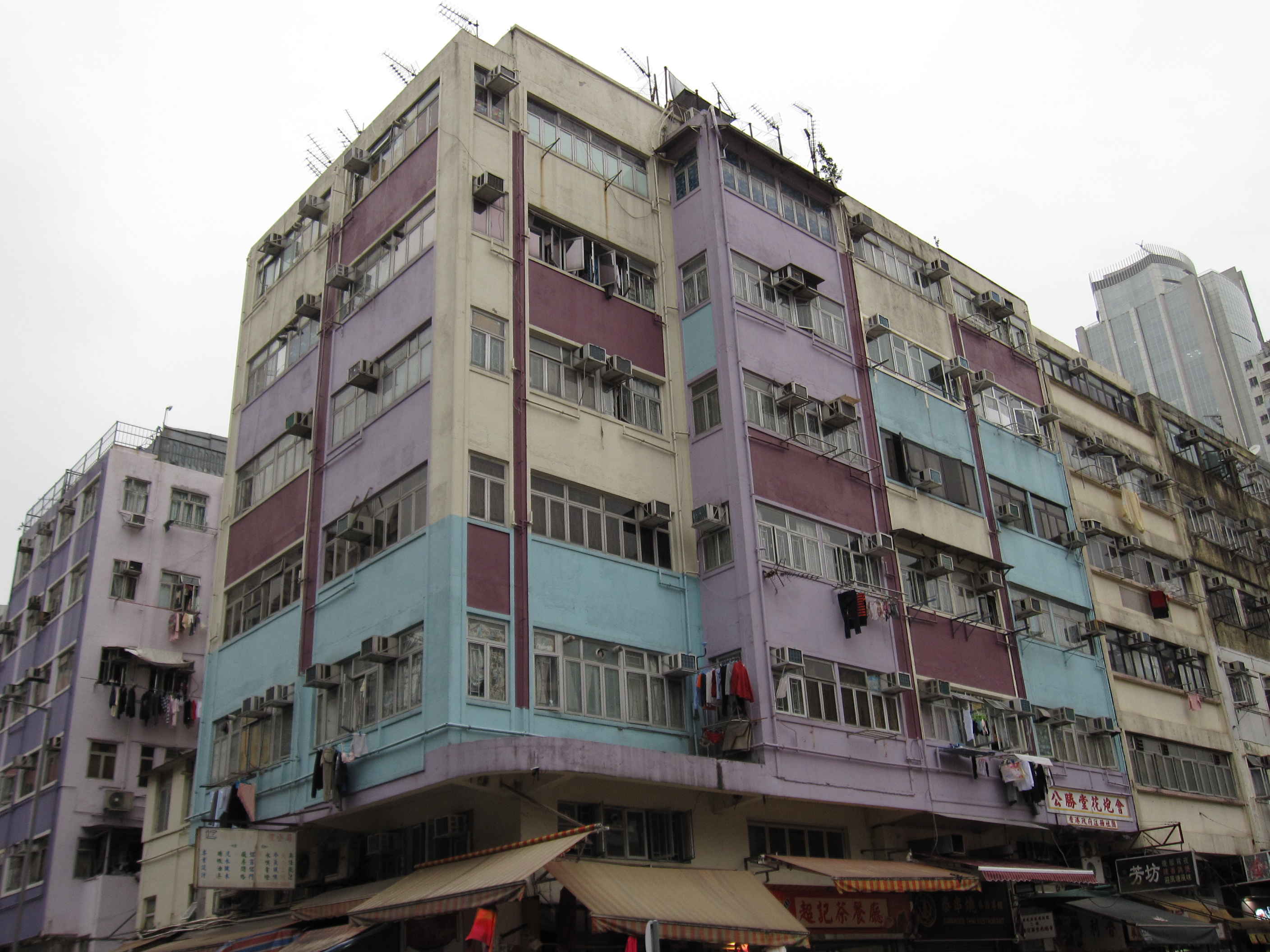
德仁樓第一期

德仁樓首期發展項目，共有2個主入口，分別設於曹公坊 (通往A及B室)及香車街 (通往C及D室)，主入口門牌只刻有「德仁樓」而沒有刻上期數。大廈曾於2010年進行翻新工程，外牆髹上以米色、藍色、紫色為主的色彩。

### 第二期

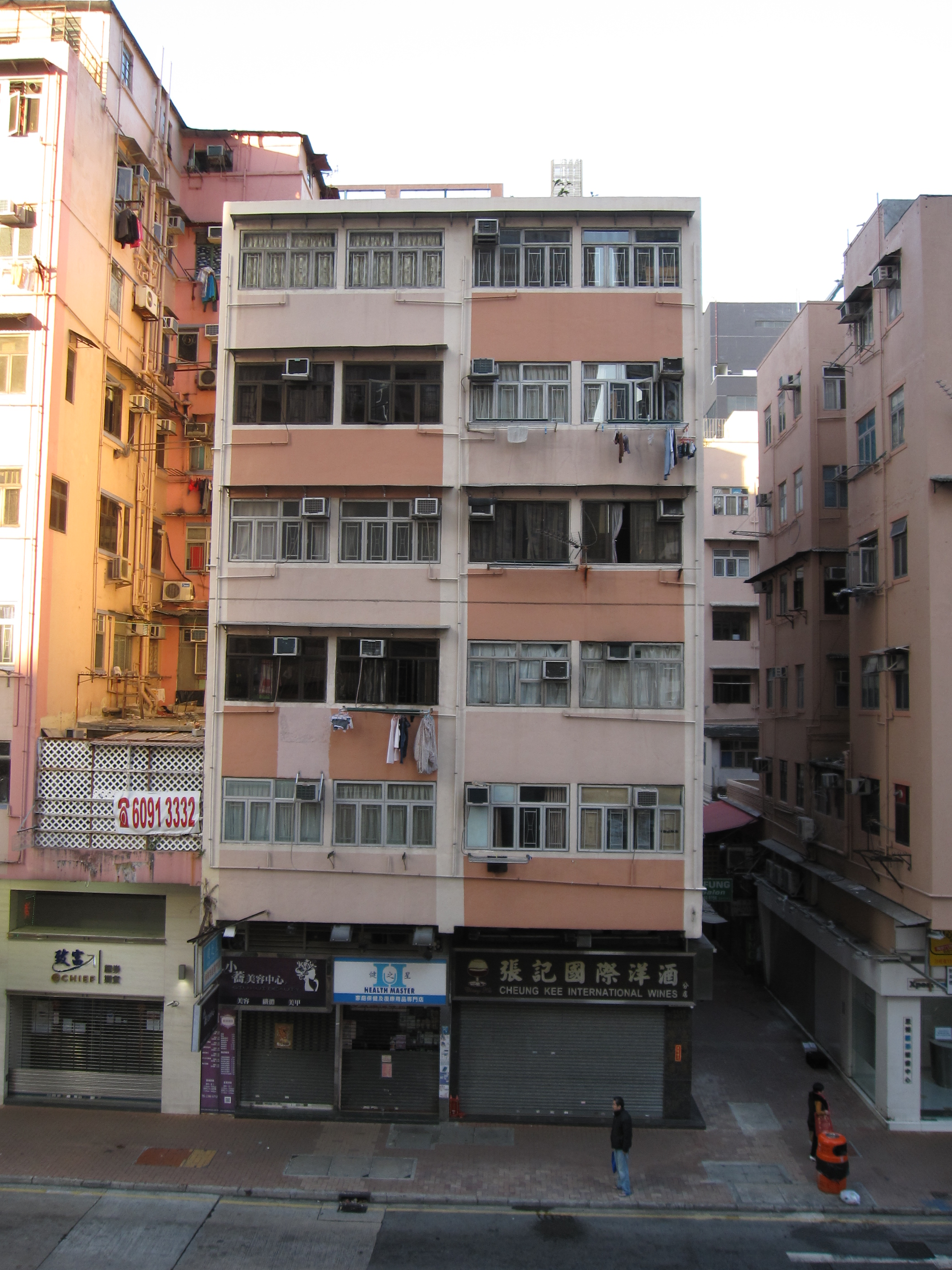
德仁唐樓第二期

座落於沙咀道，面向寶石大廈，毗連第六期及與第七期相隔一條小巷。主入口的雲石裝飾刻上「德仁唐樓」而非「德仁樓」。大廈主入口設於沙咀道與德華街之間的小巷中。大廈曾於2010年進行翻新，現髹上米色、橙色的色彩。

### 第三期

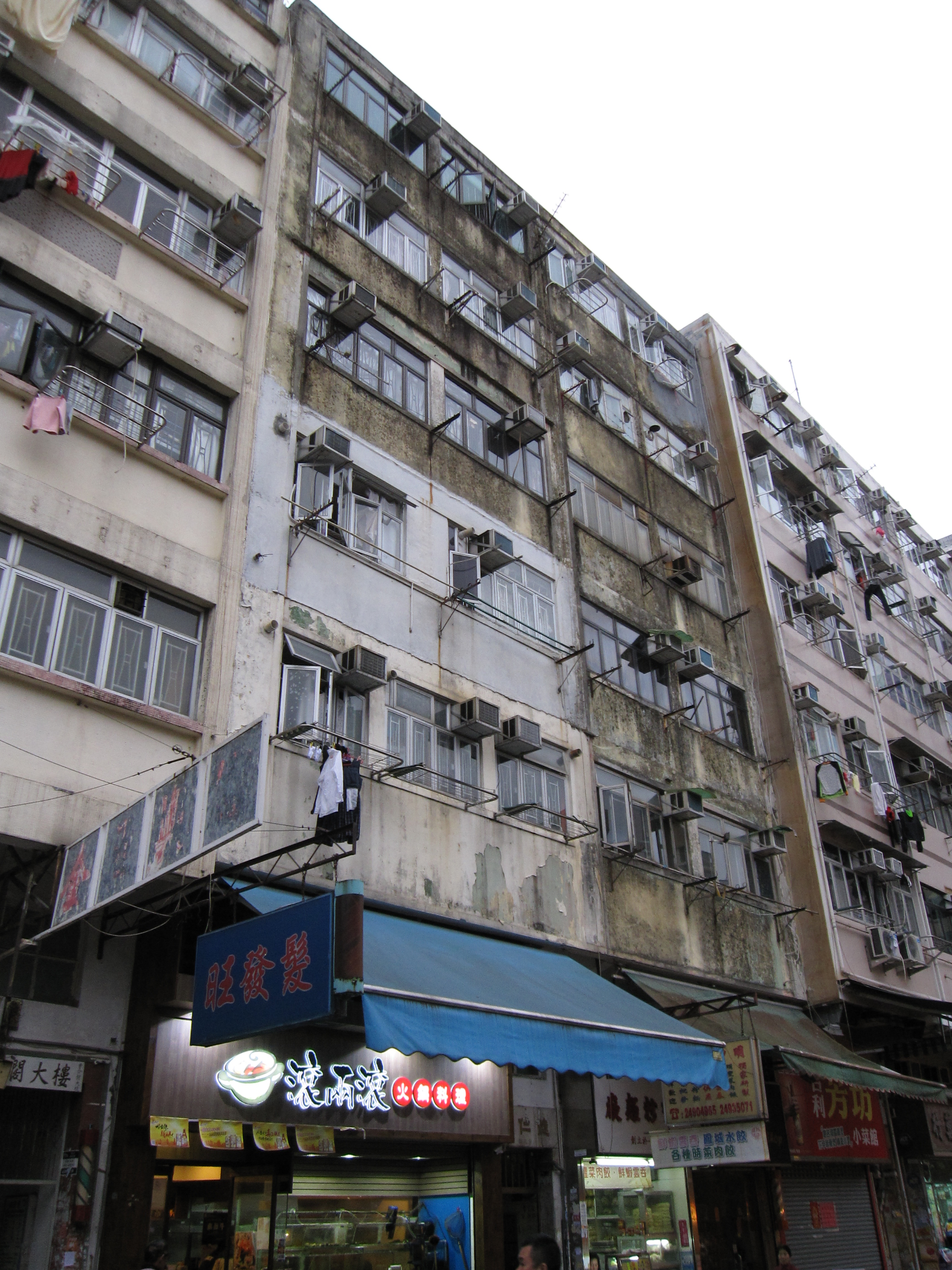
德仁樓第三期

鄰近第一期，單位全部面向香車街街市。大廈已於2016年完成翻新工程。

### 第四期

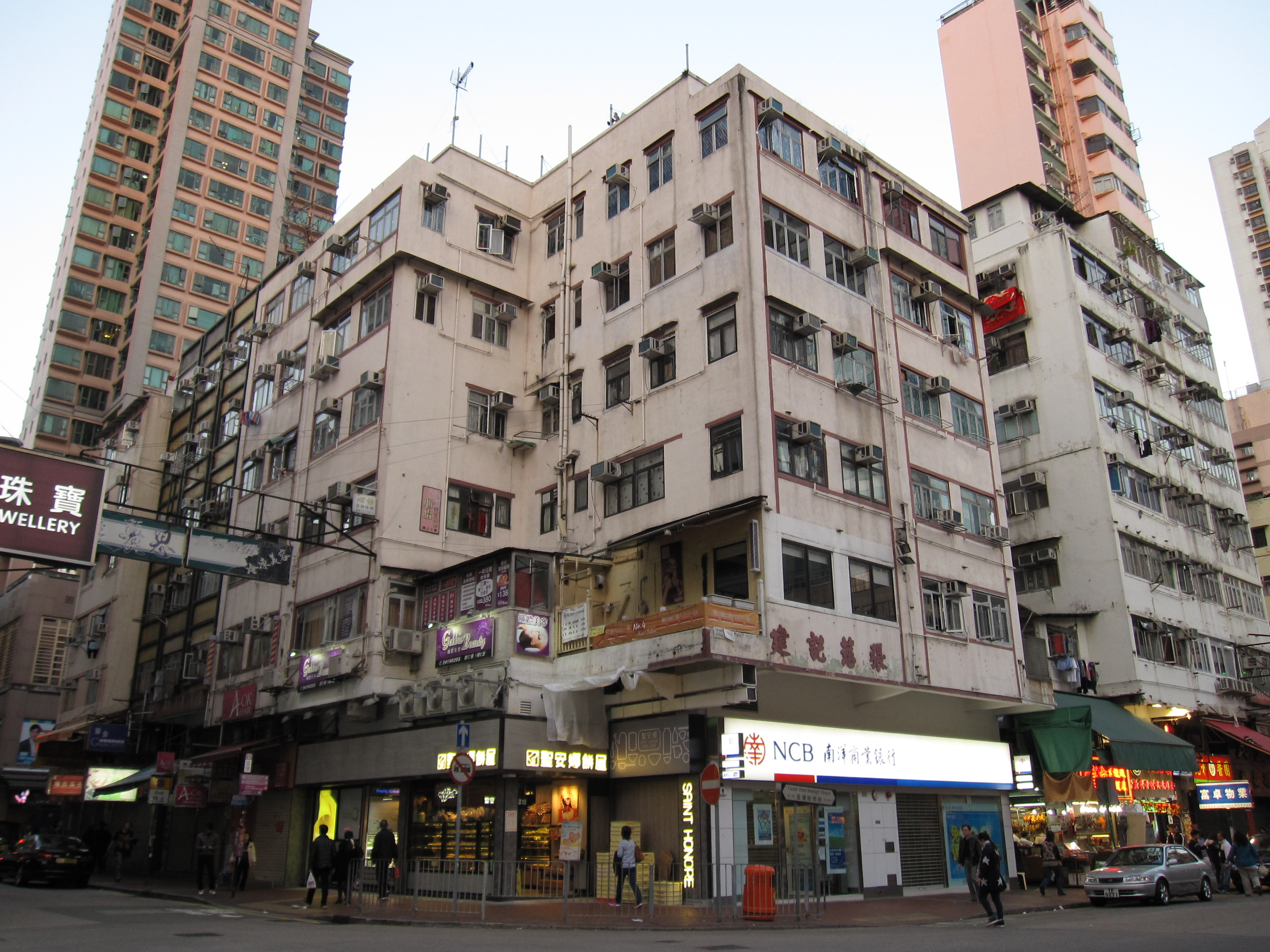
德仁樓第四期

毗鄰第八期，大廈建於川龍街及荃灣街市街交界。德仁樓發展商—張慈記建築公司辦事處原設於2樓B座，地下入口現仍留有招牌，原辦事處面向荃灣街市街的大廈外牆亦刻有「張慈記建造」大字。大廈經翻新後現髹上米色、紅線的塗裝。2018年大廈再進行翻新工程。
曾於2015年榮獲米芝蓮美食推薦的「祥興記上海生煎包」當時亦開設於大廈地下。

### 第五期

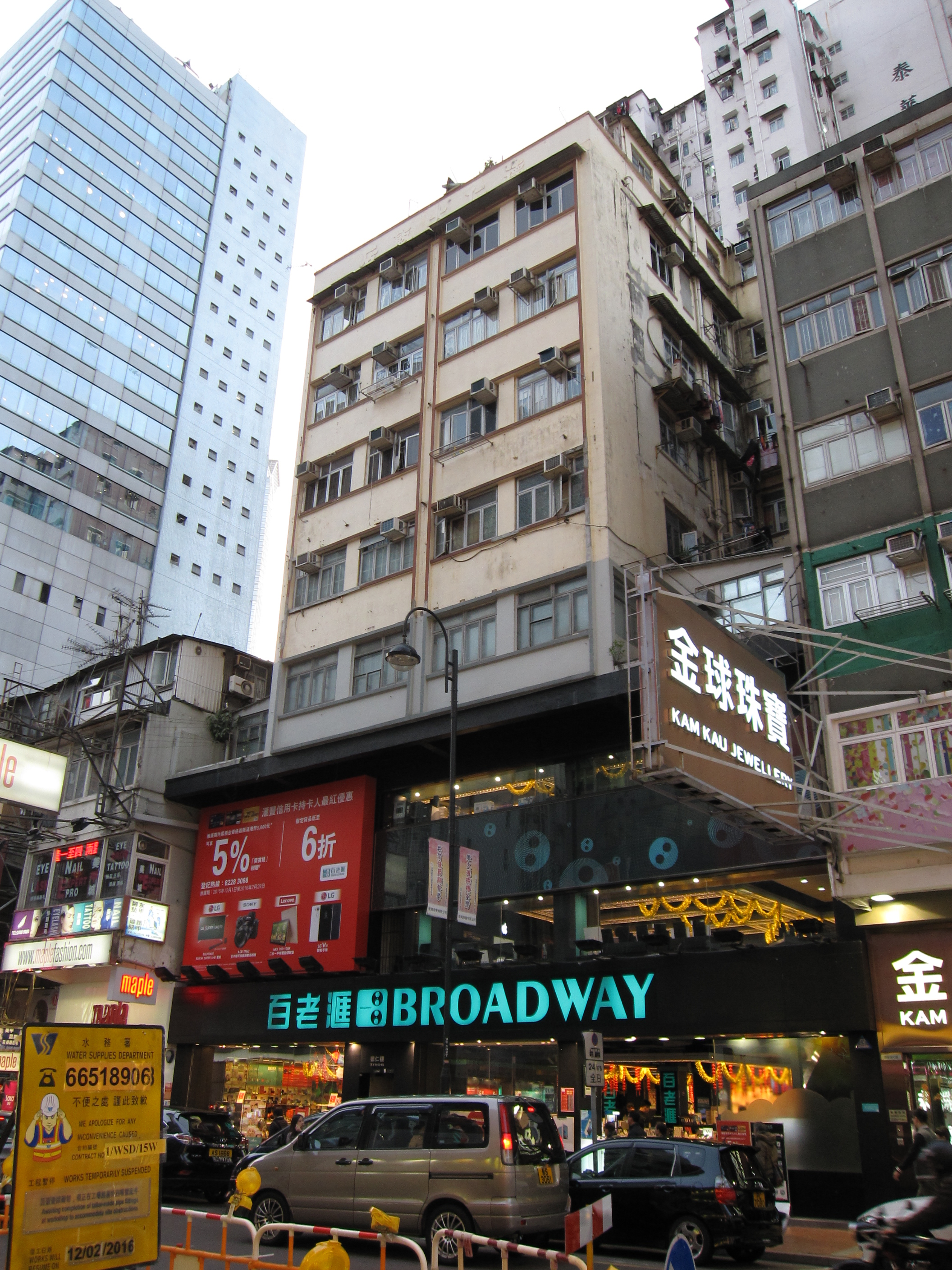
德仁樓第五期

大廈座落於繁忙的眾安街，面向荃灣城市中心。第五期是德仁樓發展項目中唯一建有三層商業樓面，早期曾開設「德仁大飯店」，大廈頂樓現仍留有飯店招牌，現時則為百老匯電器連鎖店。大廈經歷翻新後現髹上米色、棕線的色彩，地下主入口則跟隨百老匯的企業形象而裝上黑色鋼板裝飾及金屬鑄字大廈名牌，卻沒有標示「第五期」字樣。

### 第六期

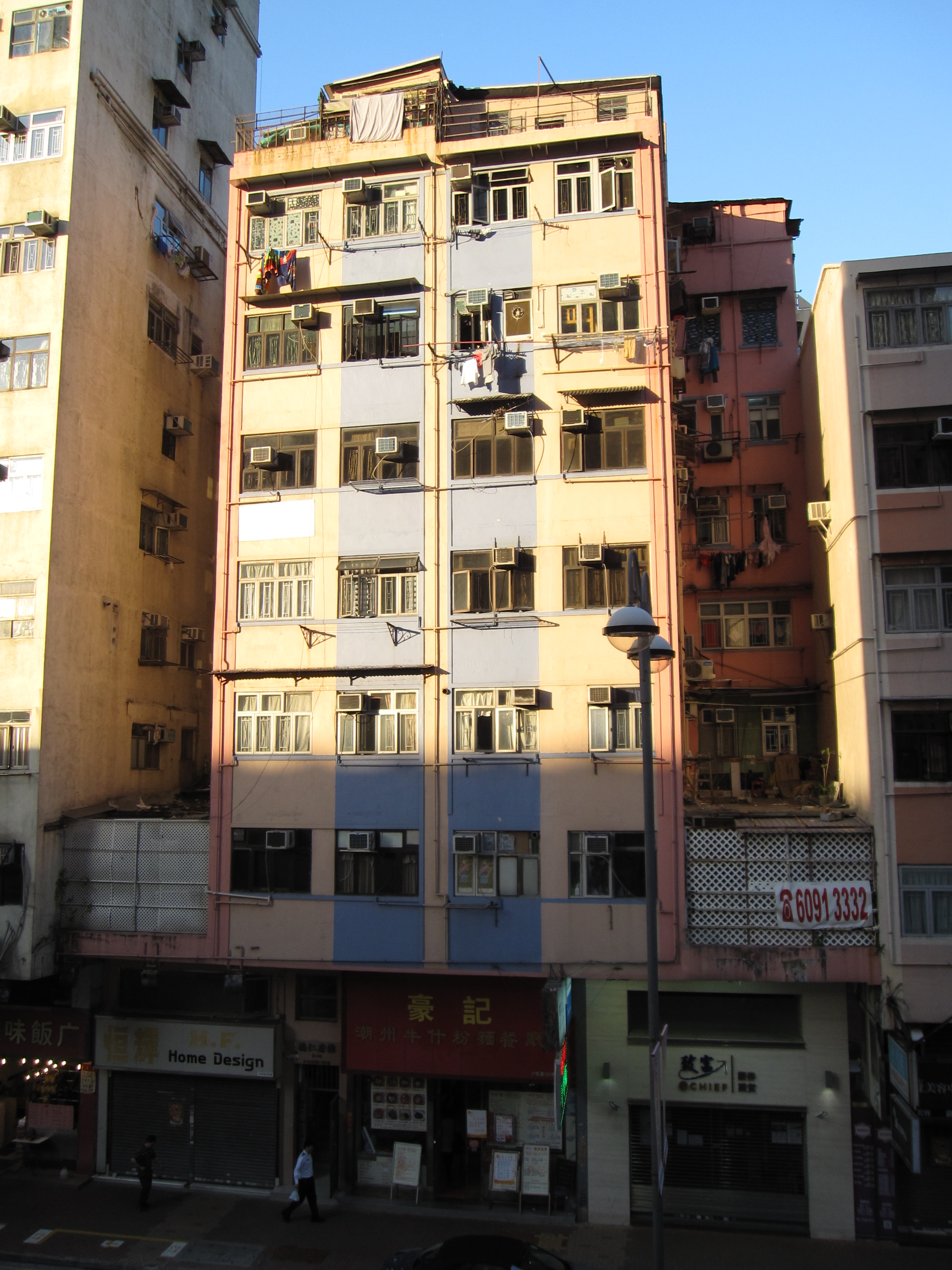
德仁唐樓第六期

座落於沙咀道，面向寶石大廈，毗連第二期。主入口的雲石裝飾刻上「德仁唐樓」而非「德仁樓」。大廈曾於2010年進行翻新，現髹上米色、粉紅色及紫色的色彩，主入口翻新後重新鋪上雲石並裝上金屬鑄字大廈名牌。

### 第七期

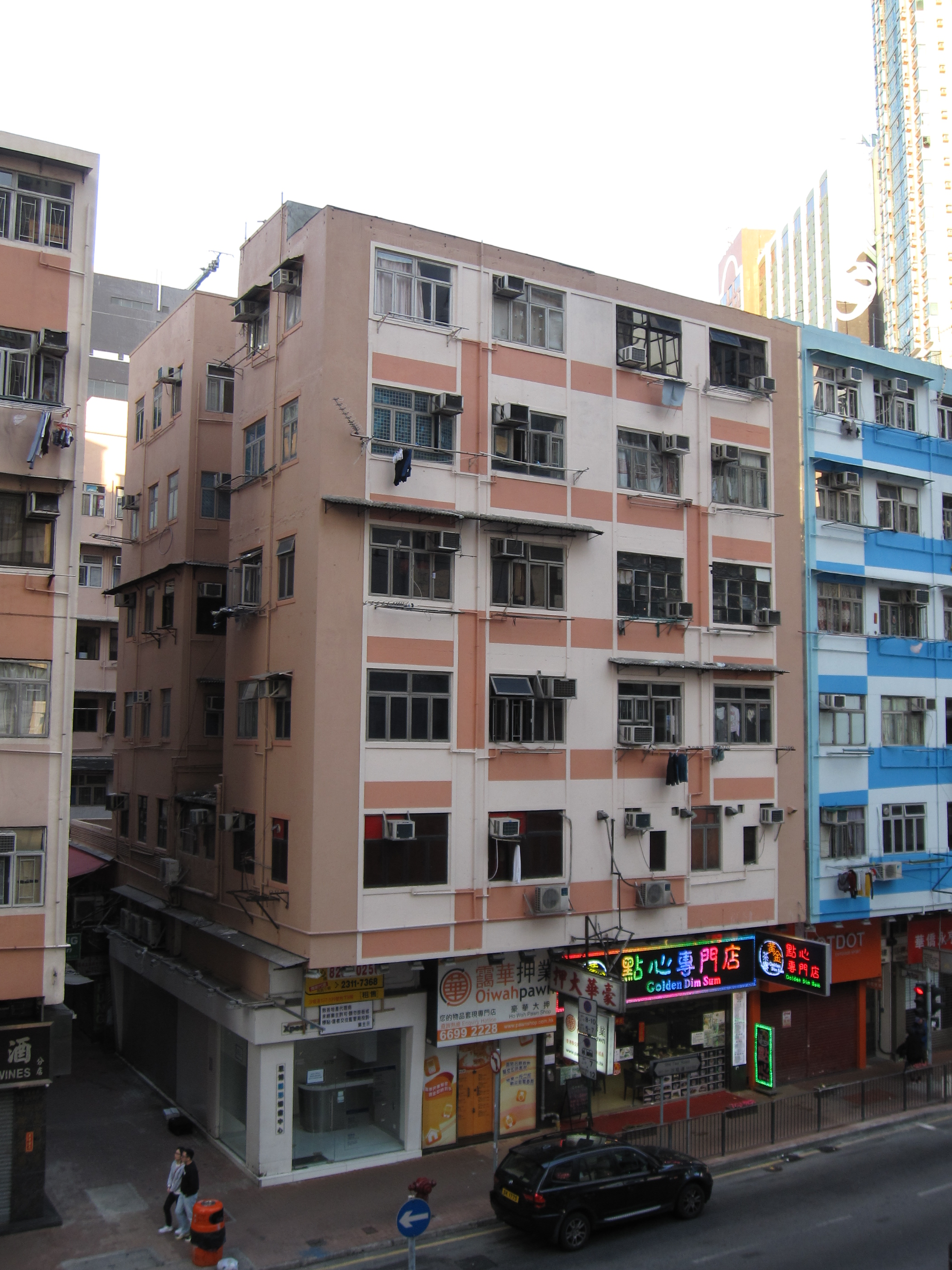
德仁樓第七期

座落於沙咀道，面向寶石大廈，與第二期相隔一條小巷。2015年進行翻新工程後大廈外牆髹上橘色及橙色。值得一提的是，大廈位於沙咀道與德華街之間的小巷中的主入口，原來刻上「德仁唐樓」，翻新後以刻有「德仁樓」字樣的金屬名牌覆蓋於原有名稱之上，是目前唯一曾經更名的期數。

### 第八期

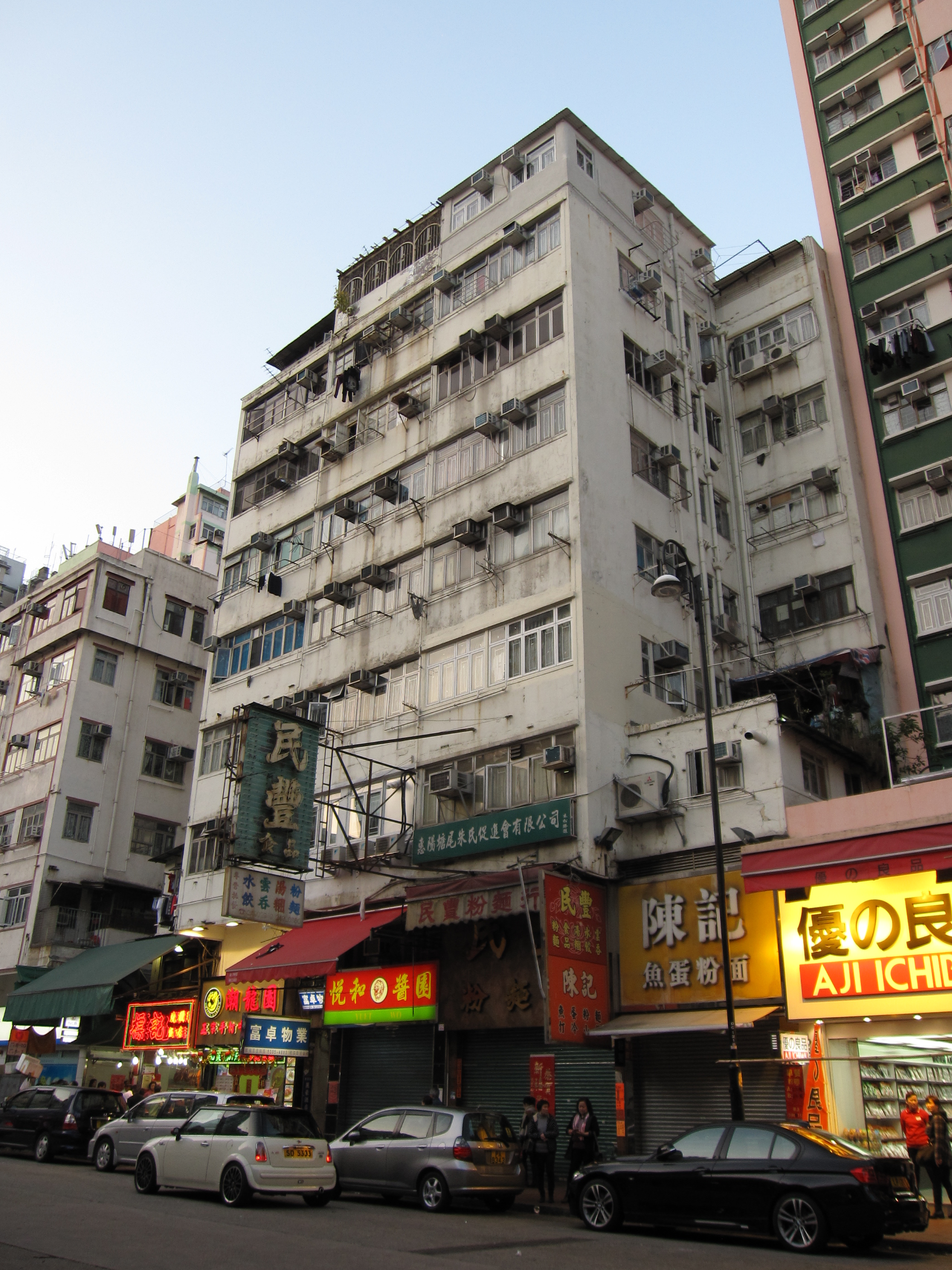
德仁樓第八期

毗鄰第四期，大廈面向荃灣街市，是德仁樓發展項目中規模第二大的期數，共建有30個住宅單位。大廈曾於多年前進行翻新工程，髹上白色的外牆色彩。

### 第九期

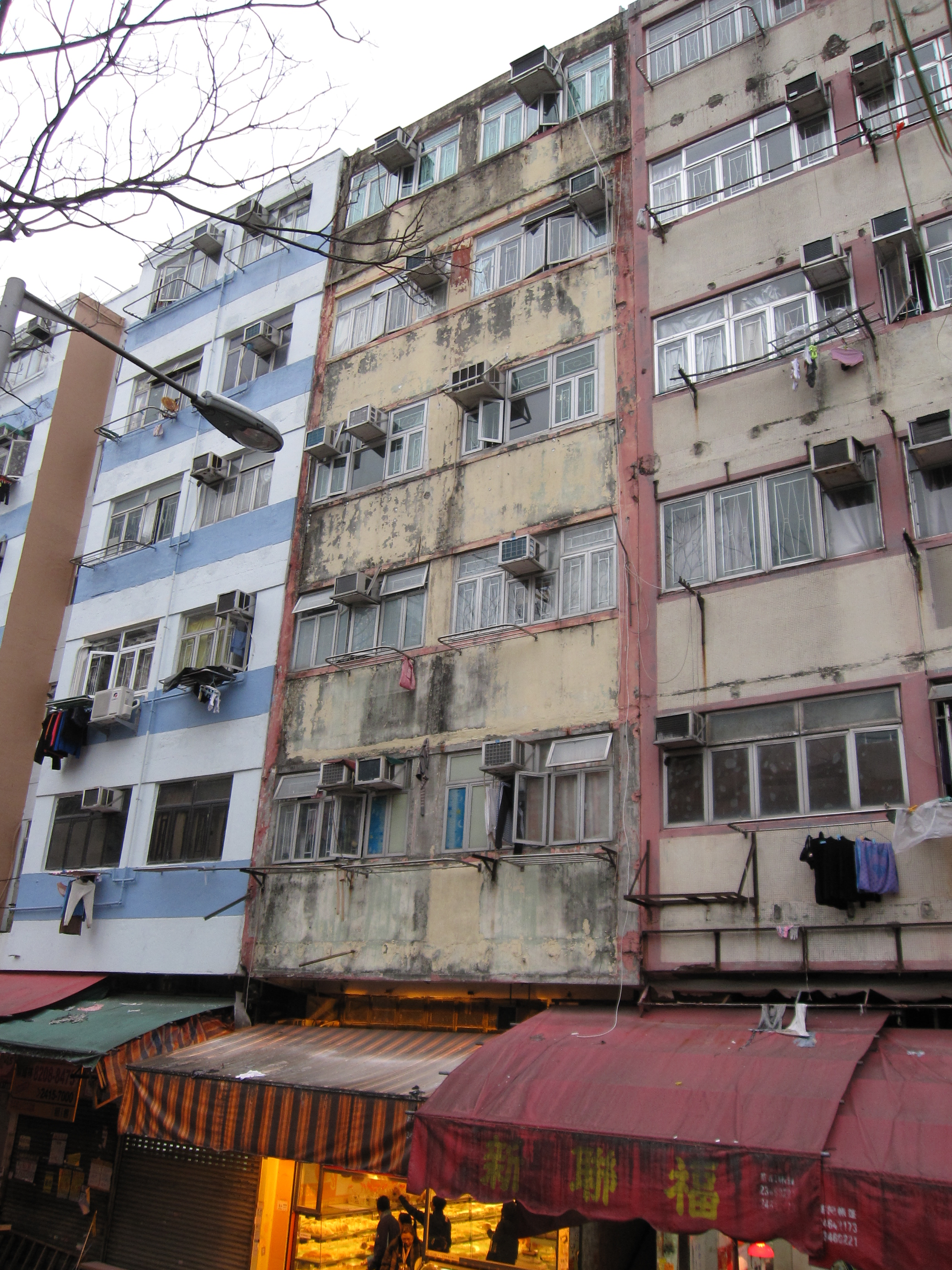
德仁樓第九期

面向香車街街市，德仁樓發展項目中規模最小的期數之一，整幢大廈只有5個住宅單位。大廈曾於2017年進行翻新工程。

### 第十期

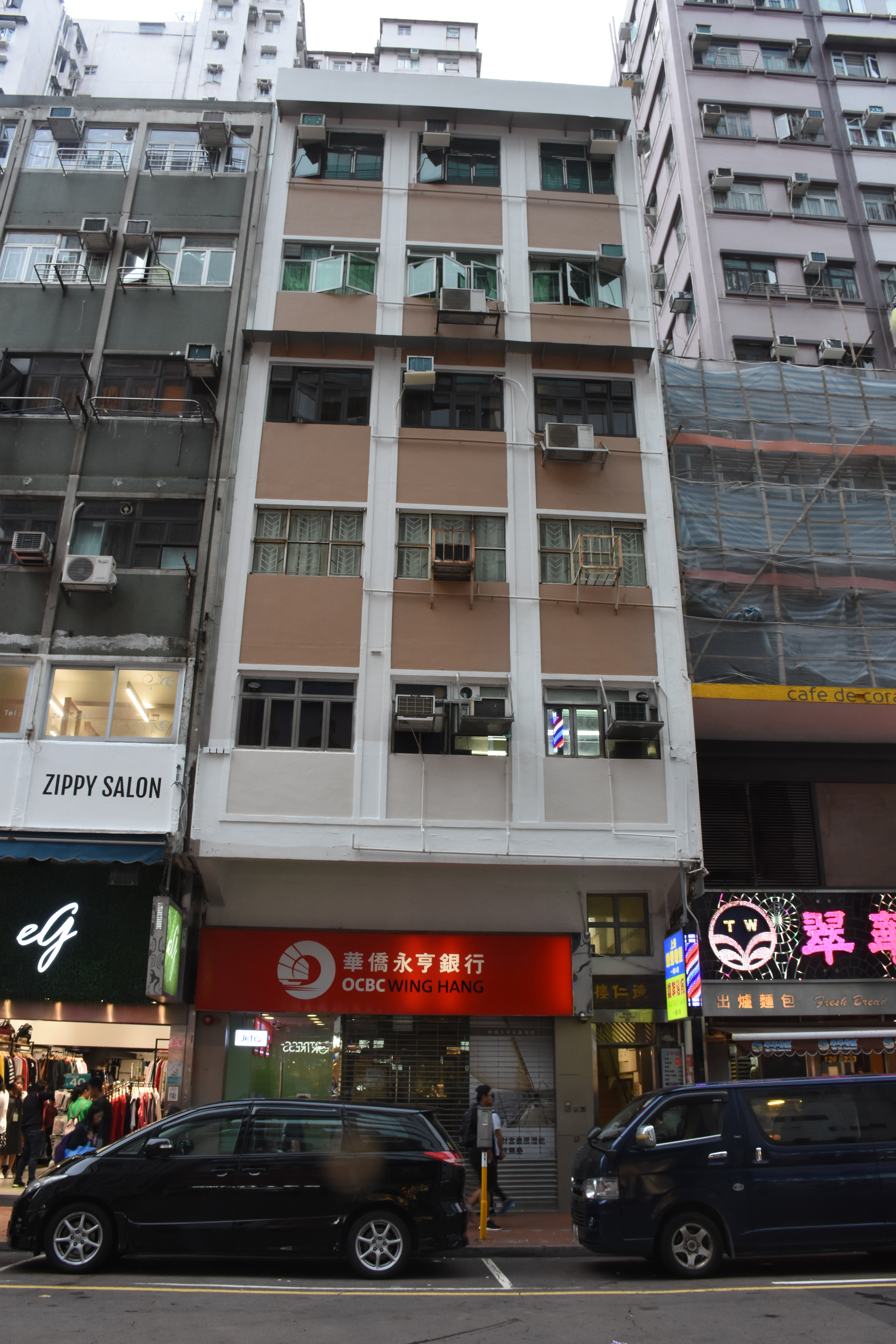
德仁樓第十期

與第五期之間被荃運樓一期所隔，德仁樓發展項目中規模最小的期數之一，整幢大廈只有5個住宅單位。大廈入口門牌長年被招牌遮擋，至2018年招牌拆去方重現德仁樓第十期字樣。大廈曾於2016年進行翻新工程，外牆髹上白色及棕色。

### 第十一期

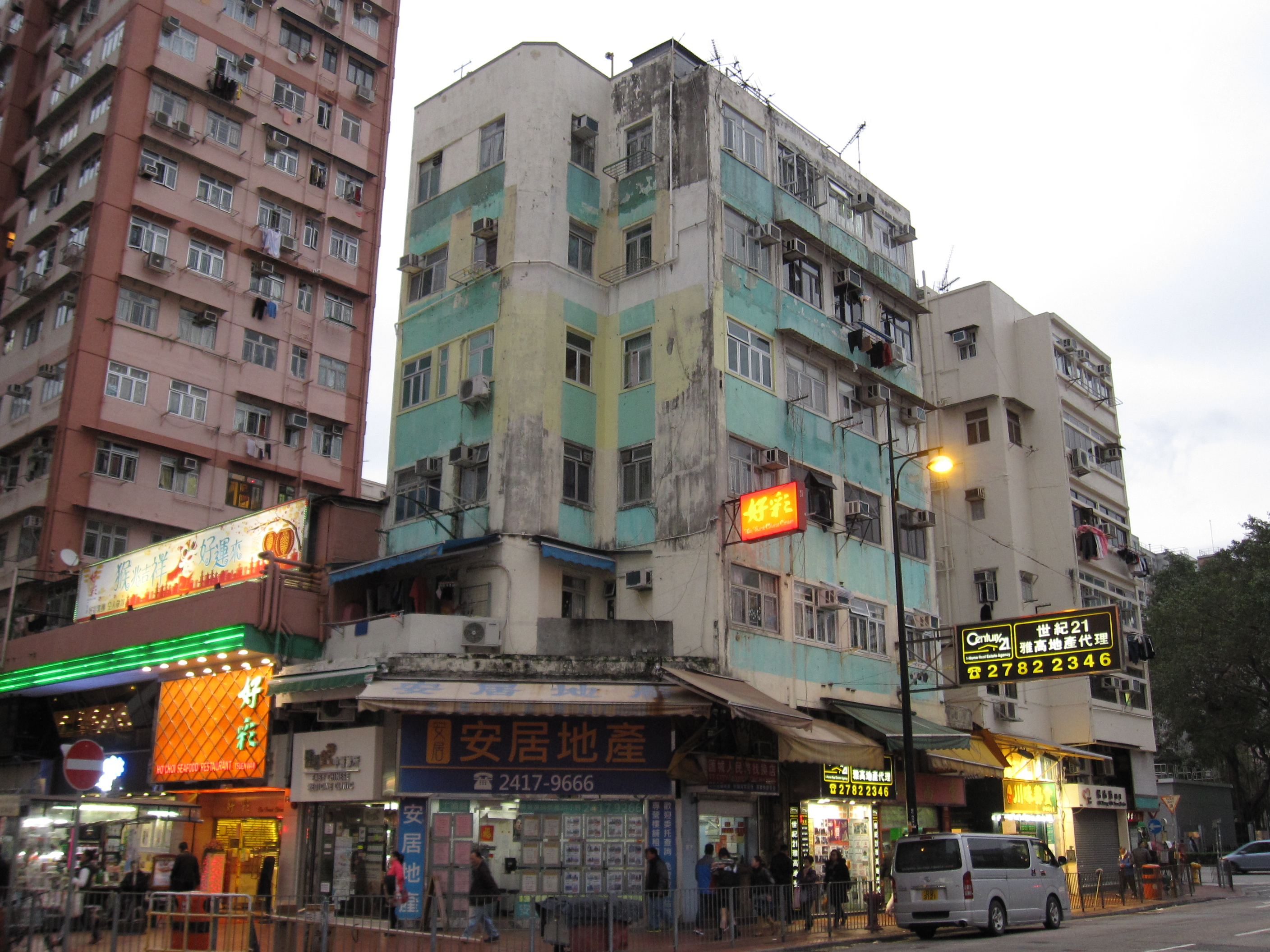
德仁樓第十一期

座落於圓墩圍及享和街交界，面向荃灣裁判法院。大廈曾於多年前進行翻新工程，外牆髹上白色及粉藍色，惟近年已漸顯破落。

### 第十二期

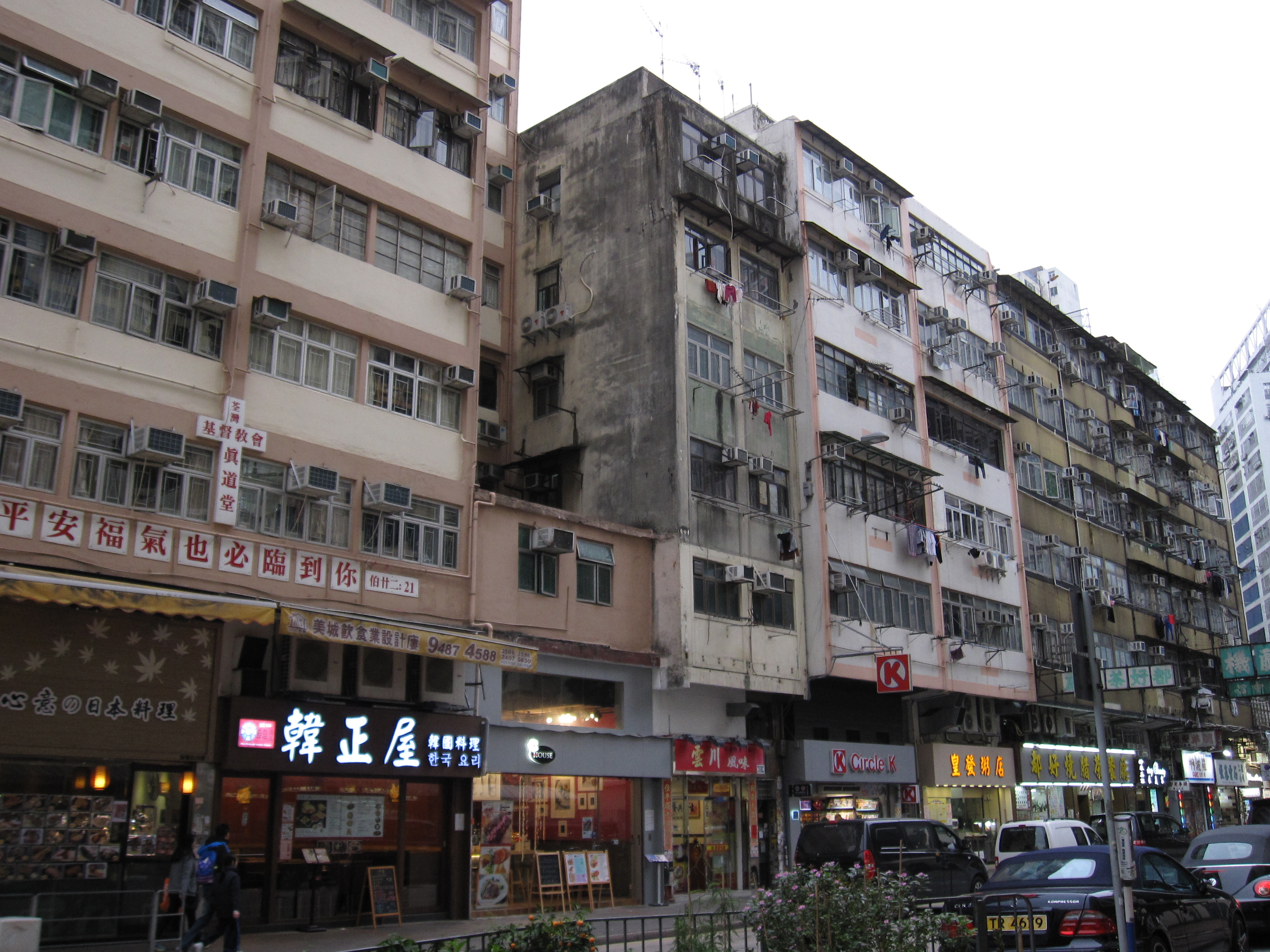
德仁樓第十二期

面向福來邨，德仁樓發展項目中規模最小的期數之一，整幢大廈只有5個住宅單位。大廈至今尚未進行過任何翻新工程。

### 第十四期

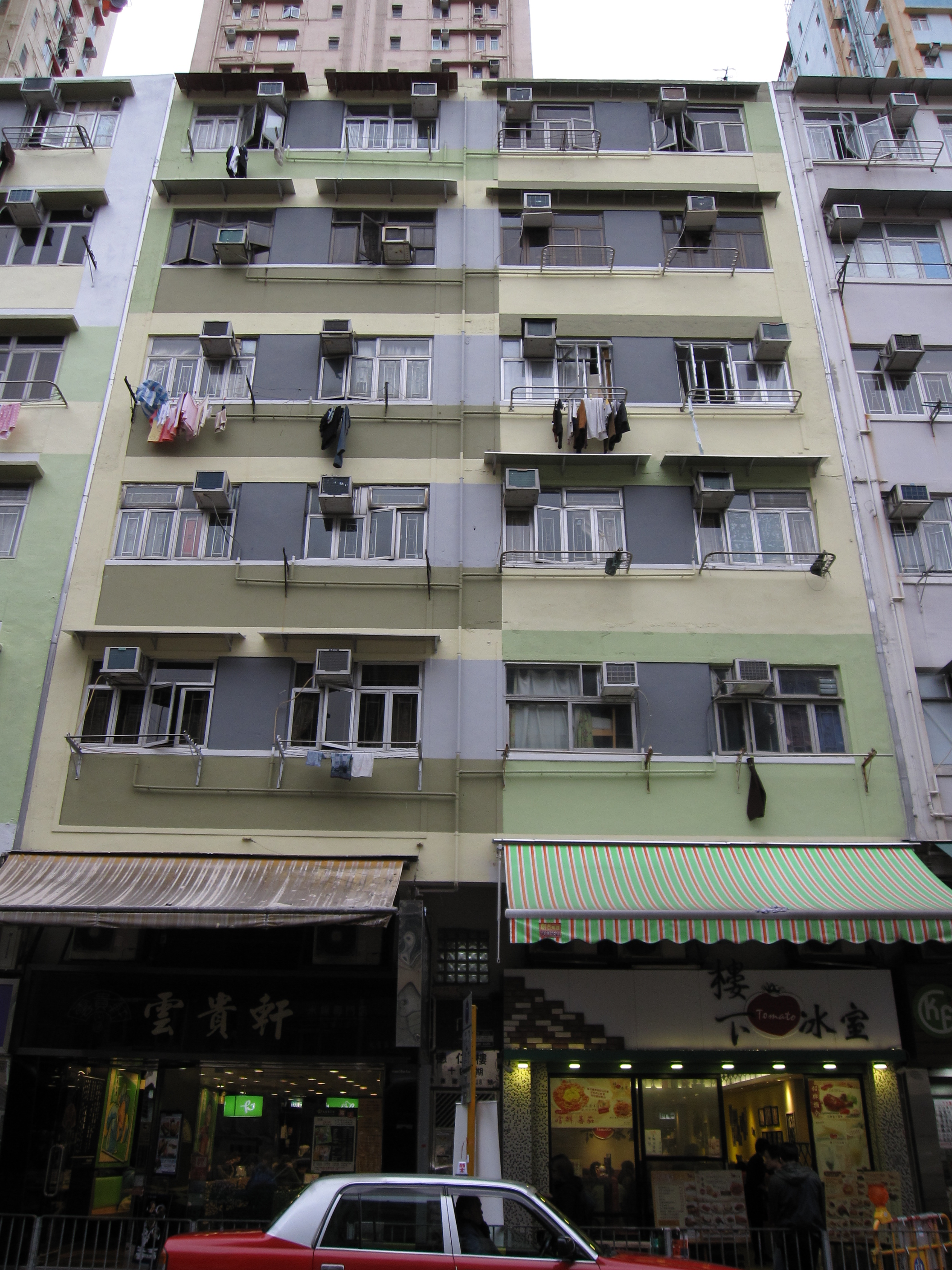
德仁樓第十四期

唯一建於路德圍的期數，面向福來邨。2014年，第十四期與毗連的荃安樓同時進行翻新工程，並同樣髹上以黃、綠、灰為主的色彩，地下入口則已於是次翻新工程前加上鋼閘及金屬門牌。

### 第十五期

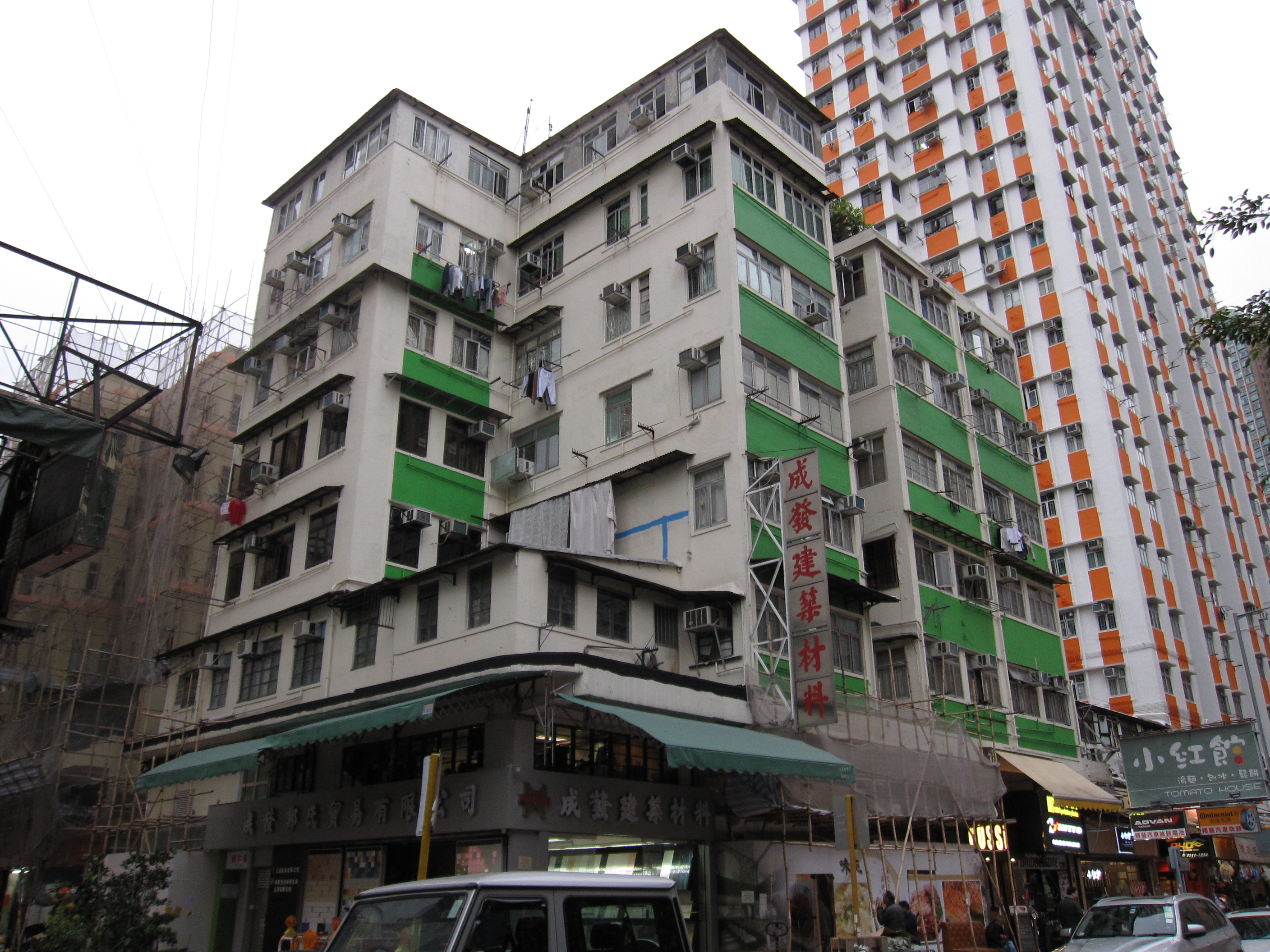
德仁樓第十五期

座落於大壩街與享成街交界，面向王少清中學。大廈曾於2015年進行翻新工程，外牆髹上白色及綠色。至於翻新主入口時除了裝上鋼閘及以綠色防火膠板粉飾的門框，更特別將原來刻於雲石上的「德仁樓」書法字體複製並重新刻在膠板之上。

### 第十六期

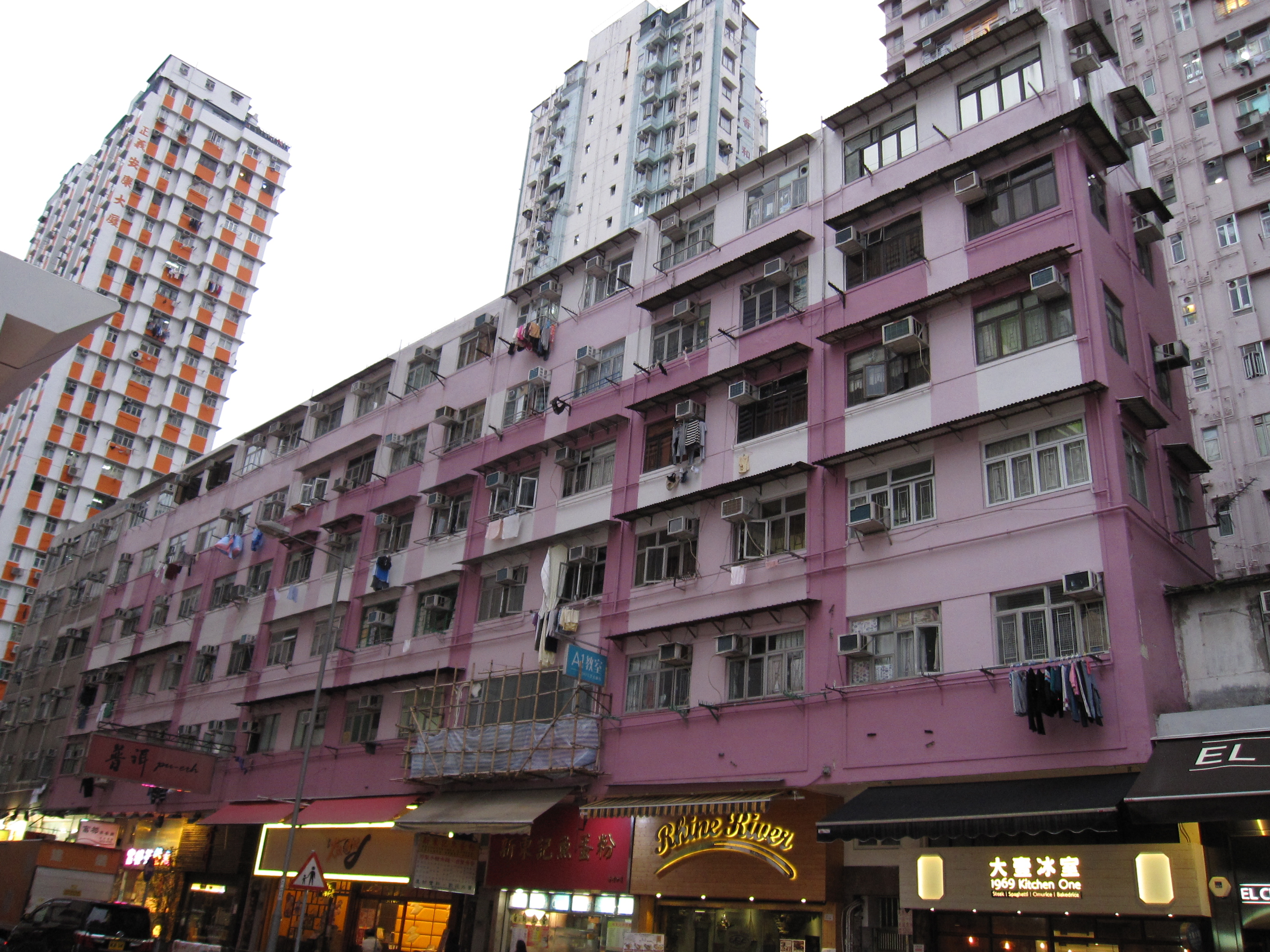
德仁樓第十六期

面向荃灣廣場，是德仁樓發展項目中最後亦是規模最大的期數，大廈共有4個主入口，共建有60個住宅單位，亦是唯一一期以數字而非英文字母標示單位 (1-12室)。大廈曾於2014年進行翻新工程，並髹上以粉紅色為主的塗裝。大廈地下商舖由於面向荃灣廣場而吸引不少食肆進駐。

## 鄰近建築

### 第一、三、九、十二期
- 香車街街市
- 福來邨
- 滿樂大廈

### 第二、六、七期
- 寶石大廈
- 仁濟醫院
- 石碧新村
- 名逸居

### 第四、五、八、十期
- 荃灣街市
- 荃灣城市中心
- 德華公園

### 第十一、十五、十六期
- 荃灣廣場
- 荃灣大會堂
- 荃灣裁判法院
- 寶安商會王少清中學

### 第十四期
- 福來邨
- 海壩街官立小學
- 荃灣潮州公學
- 荃灣官立中學

## 軼聞
- 1994年12月14日，政府展開代號「滾石行動」的大規模清拆天台屋行動，引起住戶不滿，並於當日由荃灣合一社會服務中心社工牽頭，帶領德仁樓及卓明樓天台屋住戶前往金鐘花園道及時任房屋司寓所外堵路抗爭，並架起橫額及帶同煮食爐、石油氣罐等生活用品，抗議當局清拆他們的住所但卻沒有作出合理安置，後來包括社工在內的22人被捕並被起訴，震撼社福界。此次事件後來統稱「合一事件」，此後數次相關衝突亦令政府檢討天台屋住戶安置政策。[10]

- 2010年1月30日，位於享和街的德仁樓第十五期發生石屎批盪險墮街意外。肇事位置於大廈面向享和街的四樓外牆石屎簷篷，當日下午被對面大廈住戶發現已出現崩裂，並有下墜危險，幸有加建之鋅鐵簷篷暫作承托而未出意外。消防到場後封閉一段享和街，並清理有危險之部分後再交屋宇署人員處理。[11]是次意外亦間接促成德仁樓第十五期後來之大翻新工程。

- 2014年5月12日，一名男子疑因於澳門豪賭欠債百萬元無力償還，當日入住位於荃灣街市街德仁樓第八期一賓館後於房中燒炭自盡，至翌日方被發現報警，警員到場後於房中撿獲遺書，相信事件並無可疑。[12]

- 2019年1月25日，沙咀道德仁唐樓第六期發生墮樓案，一名男子被發現倒臥2樓單位平台，警方接報到場發現男子已氣絕，並調查男事主身份及其墮樓原因。[13]